# Federico Pecchia
Federico Pecchia (Garín, 3 de octubre de 1984) es un guitarrista, cantautor, compositor e intérprete argentino. 
Se lo considera como uno de los jóvenes de la nueva generación de músicos de raíz de folclore.  Ha compartido escenario con artistas como Liliana Herrero, Bruno Arias (con quién grabó junto a otros músicos jóvenes del país el proyecto Bondi Cultural), Ricardo Vilca, José Simón, Daniel Vedia, Franco Luciani, entre otros.

## Biografía
Estudió en el Conservatorio Provincial de Música Académica Juan José Castro ubicado en Martínez (Buenos Aires), con orientación en su instrumento: Guitarra.

Participó en reiteradas oportunidades del Festival Guitarras del Mundo, al cual fue invitado por el reconocido guitarrista argentino Juan Falú.
Paisaje interno fue su primer disco, editado en el 2009, el cual tuvo invitados de la talla de Lucho González o Juan Falú. Este disco, registrado y editado de manera totalmente independiente, fue muy bien recibido por las críticas y lo ubicó rápidamente como un músico virtuoso y además como un representante de una nueva generación de músicos de raíz folklórica con composiciones propias y clásicos del cancionero nacional.
En el 2010 fue ganador del Pre-Cosquín en la categoría de Solista Instrumental, lo cual le posibilitó presentarse ese mismo año en el escenario mayor Atahualpa Yupanqui del Festival de Cosquín.

## Discografía

### Solista
- Paisaje interno (Independiente, 2009)
- De acordes y flores (Independiente, 2012)
- Racimo de luz (Independiente, 2014)
- Corteza (Independiente, 2017)

### Colectivo
- El bondi cultural (Proyecto dirigido por Bruno Arias, 2012)